# Pantaziivka, Znameanka
Pantaziivka (în ucraineană Пантазіївка) este localitatea de reședință a comunei Pantaziivka din raionul Znameanka, regiunea Kirovohrad, Ucraina.

## Demografie
Componența lingvistică a localității Pantaziivka
     Ucraineană (97,04%)
     Rusă (2,37%)
     Alte limbi (0,59%)
Conform recensământului din 2001, majoritatea populației localității Pantaziivka era vorbitoare de ucraineană (97,04%), existând în minoritate și vorbitori de rusă (2,37%).